# Једнаки (филм)
Једнаки је српски филм из 2014. године. То је омнибус од шест прича по сценарију Милице Пилетић, а у режији шест редитеља од којих је сваки режирао по једну причу.
Причу Софија режирао је Милош Петричић, причу Катарина Дејан Караклајић, причу Анђела Дарко Лунгулов, причу Саша Младен Ђорђевић, причу Милан Игор Стоименов, а причу Осман и Кристина Ивица Видановић.
Филм је своју премијеру имао 17. августа 2014. године на Филмском фестивалу у Сарајеву, док је премијеру у Србији имао 7. марта 2015. године у Београду на ФЕСТ-у.

## Радња
Кроз појединачне судбине дечака и девојчица који су рођени, одрастају и сазревају у тешким животним и друштвеним околностима овај омнибус говори о дечијим правима и проблемима са којима најмлађи чланови друштва морају да се носе. Свака прича се бави једном темом и има свог јунака.

## Улоге
| Глумац              | Улога |
| ------------------- | ----- |
| Марко Николић       |       |
| Нела Михајловић     |       |
| Мирјана Карановић   |       |
| Ненад Окановић      |       |
| Радослав Миленковић |       |
| Марија Дакић        |       |
| Игор Дамњановић     |       |
| Небојша Глоговац    |       |
| Сергеј Трифуновић   |       |
| Феђа Стојановић     |       |
| Марко Гверо         |       |
| Борис Исаковић      |       |
| Срђан Милетић       |       |
| Неле Карајлић       |       |
| Борис Миливојевић   |       |
| Бојан Жировић       |       |
| Радован Миљанић     |       |
| Ратко Танкосић      |       |
| Наташа Аксентијевић |       |
| Мариана Аранђеловић |       |
| Милица Цикуса       |       |
| Биљана Мишић        |       |